# Princethorpe
Princethorpe is een civil parish in het bestuurlijke gebied Rugby, in het Engelse graafschap Warwickshire met 376 inwoners.